# اچ‌ام‌اس بدفورد (۱۹۰۱)
اچ‌ام‌اس بدفورد (۱۹۰۱) (به انگلیسی: HMS Bedford (1901)) یک کشتی بود که طول آن ۴۶۳٫۵ فوت (۱۴۱٫۳ متر) بود. این کشتی در سال ۱۹۰۱ ساخته شد.